# Den förskräckliga flickan
Den förskräckliga flickan (tyska: Das schreckliche Mädchen) är en tysk dramafilm från 1990 i regi av Michael Verhoeven.

## Utmärkelser
Filmen vann bland annat ett BAFTA Award för bästa film (icke engelskspråkig) 1992.

## Rollista i urval
- Lena Stolze - Sonja Rosenberger
- Monika Baumgartner - Sonjas mamma
- Michael Gahr - Sonjas pappa
- Elisabeth Bertram - Sonjas mormor
- Hans-Reinhard Müller - dr. Juckenack
- Barbara Gallauner - fru Juckenack
- Robert Giggenbach - Martin Wegmus
- Fred Stillkraut - Sonjas onkel
- Udo Thomer - arkivarie Schulz